# 1158年
| 千纪： | 2千纪 |
| 世纪： | 11世纪 \| 12世纪 \| 13世纪 |
| 年代： | 1120年代 \| 1130年代 \| 1140年代 \| 1150年代 \| 1160年代 \| 1170年代 \| 1180年代                                                   |
| 年份： | 1153年 \| 1154年 \| 1155年 \| 1156年 \| 1157年 \| 1158年 \| 1159年 \| 1160年 \| 1161年 \| 1162年 \| 1163年                         |
| 纪年： | 戊寅年（虎年）；西夏天盛十年；金正隆三年；西辽绍兴八年；南宋紹興二十八年；大理龍興二年；越南大定十九年；日本保元三年；高丽正丰三年 |

## 大事记
- 日本
  - 后白河天皇退位，二条天皇继位。
- 欧洲
  - 腓特烈一世征服米兰。
  - 腓特烈一世頒佈采邑法令，要求所有接受采邑者為皇帝服兵役。
  - 刚被腓特烈一世征服的米兰城复叛，劫持贝亚特丽丝皇后，并迫使她倒骑驴游街示众以为羞辱。

## 出生
- 危稹，南宋诗人（1234年逝世，76岁）。

## 逝世
- 萨钦·耿噶宁波，藏传佛教萨迦派第一代祖师（出生于1092年，66岁）。